# Lasiopogon gracilipes
Lasiopogon gracilipes là một loài ruồi trong họ Asilidae. Lasiopogon gracilipes được Bezzi miêu tả năm 1921. Loài này phân bố ở miền Ấn Độ - Mã Lai.